# Волоская улица (Варшава)
Улица Волоская (пол. Ulica Wołoska) — улица в варшавском районе Мокотув, проходящая через микрорайоны Старый Мокотув, Выглендув, Вежбно, Ксаверув и Служевец. 

## Описание

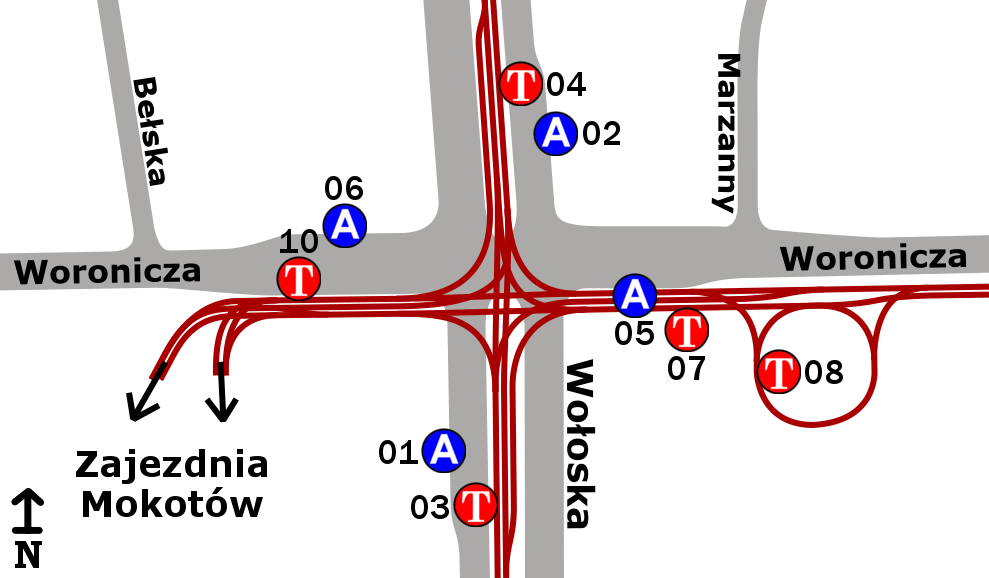
Транспортная развязка на перекрёстке улиц Волоской и Яна Павла Воронича

Улица начинается в Старом Мокотуве, на пересечении улиц Антония Мадалиньского, Юлиана Кульского и Андрея Боболи (улица Боболи переходит в улицу Стефана Батория, ведущего к проспекту Независимости). Заканчивается у Рондо Европейского союза, к которому подходит с севера (с юга к рондо подходит улица Винценты Жимовского). Волоская соединяет дзельницу Натолин (район Урсынов) и южную часть Мокотува с центральной частью Мокотува и Средместьем. Сама улица была проложена ещё до Первой мировой войны. Название «Волоская» в польском означает «Валашская» или «Валахская».
В 1948 году между улицами Мадалиньского, Волоской и Викторской и аллеей Независимости началось строительство жилого массива Варшавского жилищного кооператива. В 1966—1967 годах на участке улицы Волоской между улицами Раковецкой и Яна Павла Воронича была проложена трамвайная линия.
Народный Совет столичного города Варшавы 28 апреля 1967 года постановил присвоить улице имя советского космонавта Владимира Комарова. Текущее название улицы было утверждено 18 декабря 1992 года решением совета гмины Варшава-Мокотув.
В 2000 году расширена до двухполосной дороги с трамвайными путями на разделительной полосе. Подверглась очередной реконструкции в 2015 году. Имеет статус поветовой дороги 5508W, относится к улицам класса G (главным) и так называемым транспортно-пересадочным улицам.

## Важнейшие объекты

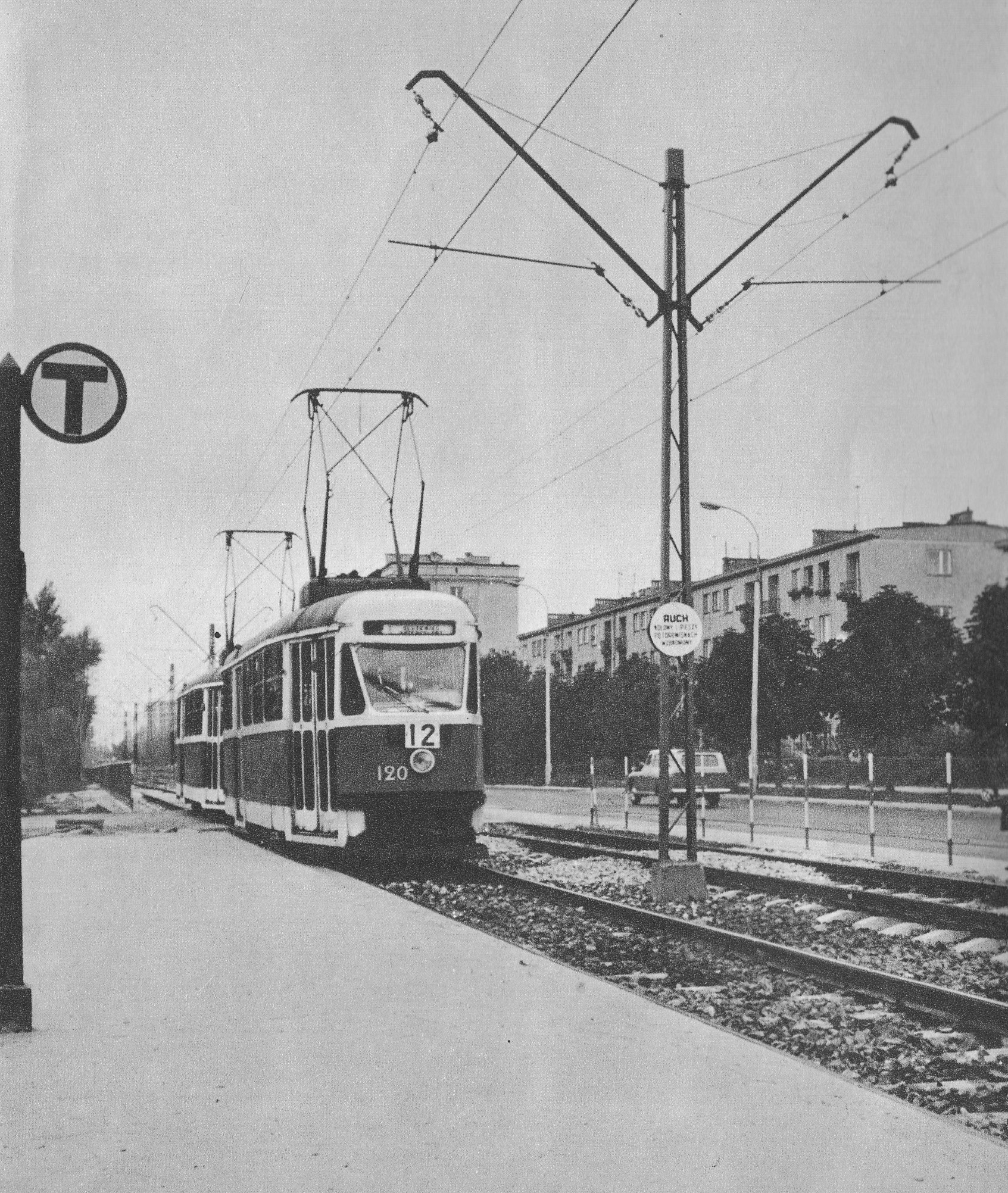
Улица Волоская в 1960-е годы

- 5: Завод полупроводников «Tewa»[пол.] (обанкротился)
- 12: Westfield Mokotów[пол.]
- 18: Curtis Plaza[пол.]
- 137: Государственный медицинский институт Министерства внутренних дел и администрации[пол.]
- 141: Факультет материаловедения Варшавского политехнического университета[пол.]
- 141a: Студенческое общежитие «Жачек» Варшавской политехники (пол. Dom Studencki Politechniki Warszawskiej „Żaczek”)[9]
- Трамвайное депо Мокотув[пол.] (улица Яна Павла Воронича[пол.], 27)

## Галерея

### Трамвайные маршруты

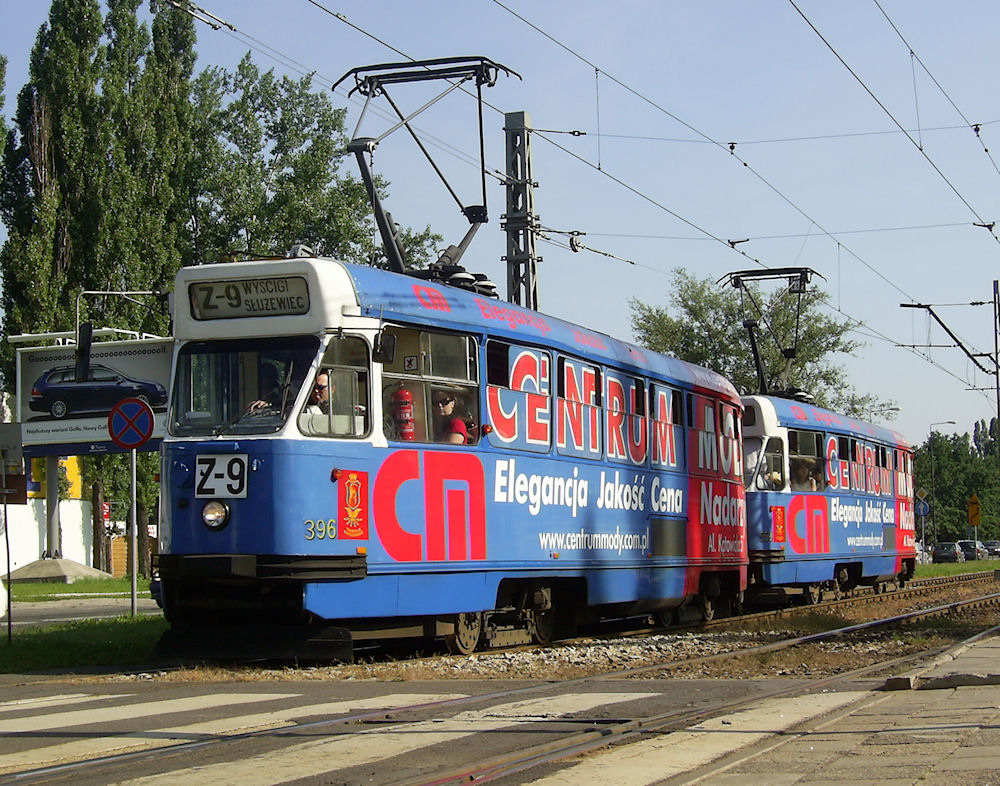
Трамвай Konstal 13N[англ.] на маршруте Z-9 (улица Волоская)
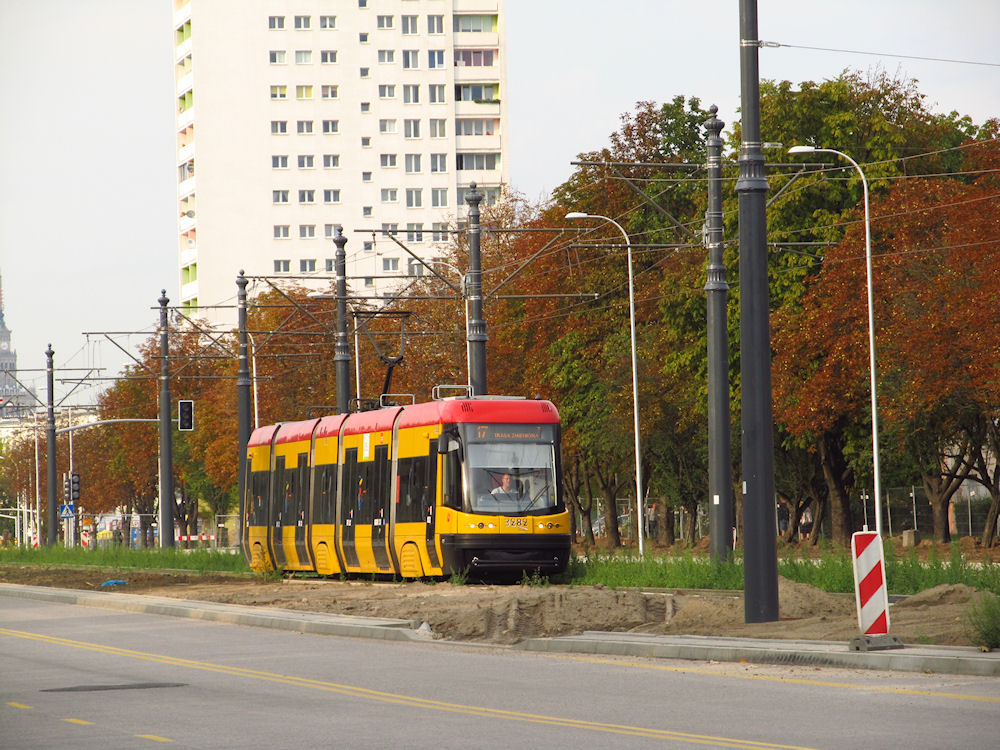
Трамвай PESA 120N на маршруте 17 (улица Волоская)
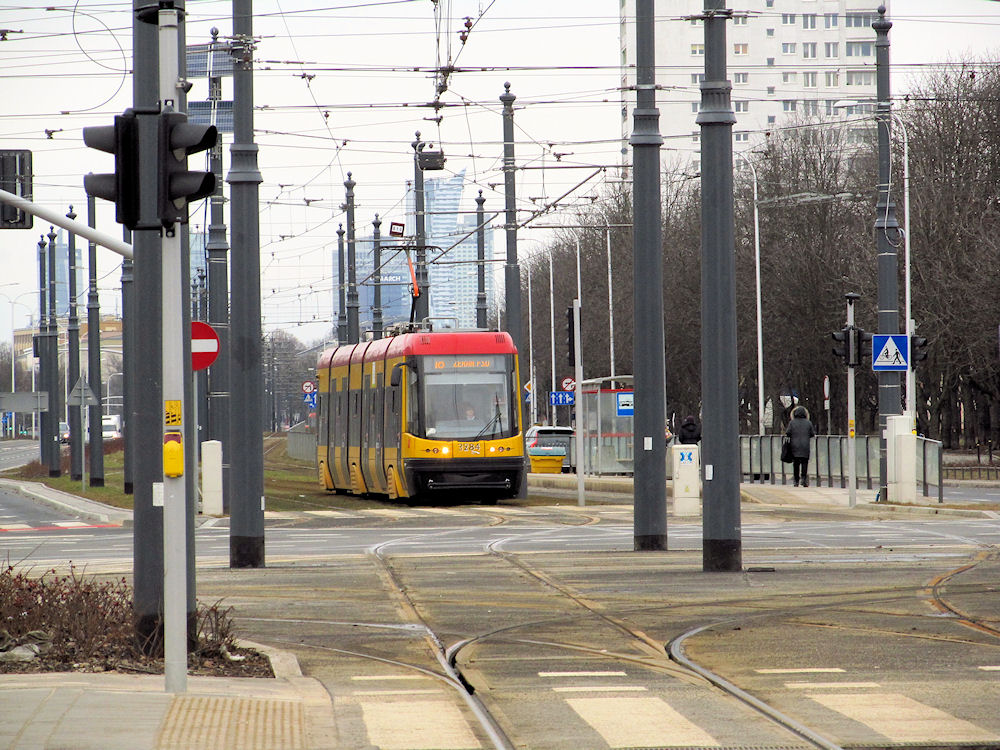
Трамвай PESA 120Na на маршруте 18 (улица Волоская)
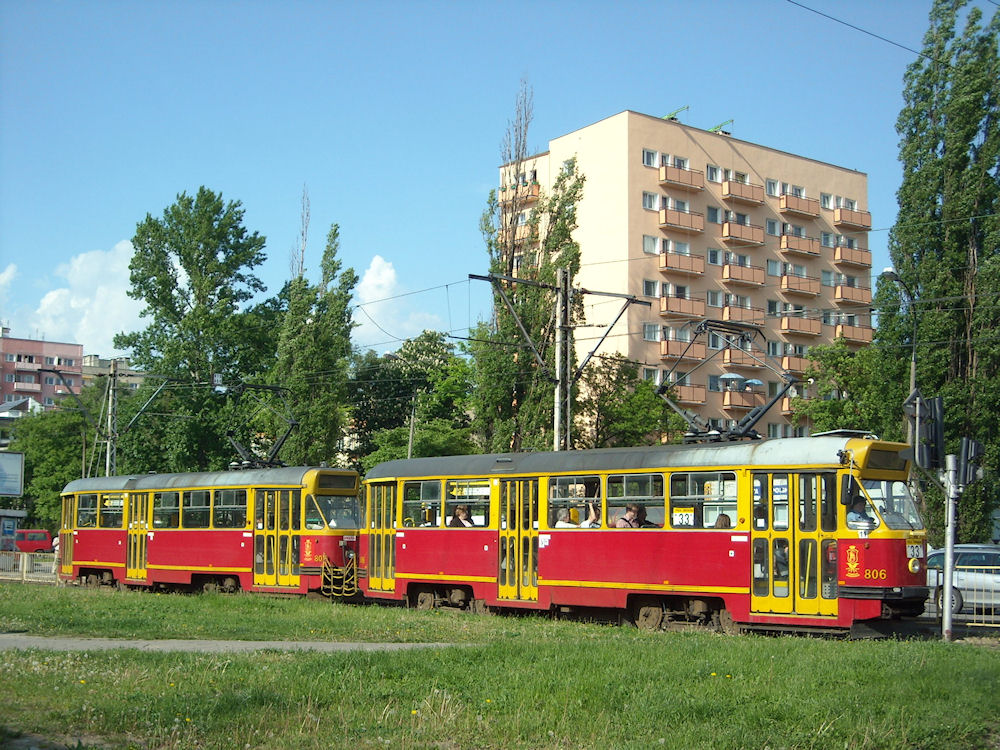
Трамвай Konstal 13N[англ.] на маршруте 33 (улица Волоская)
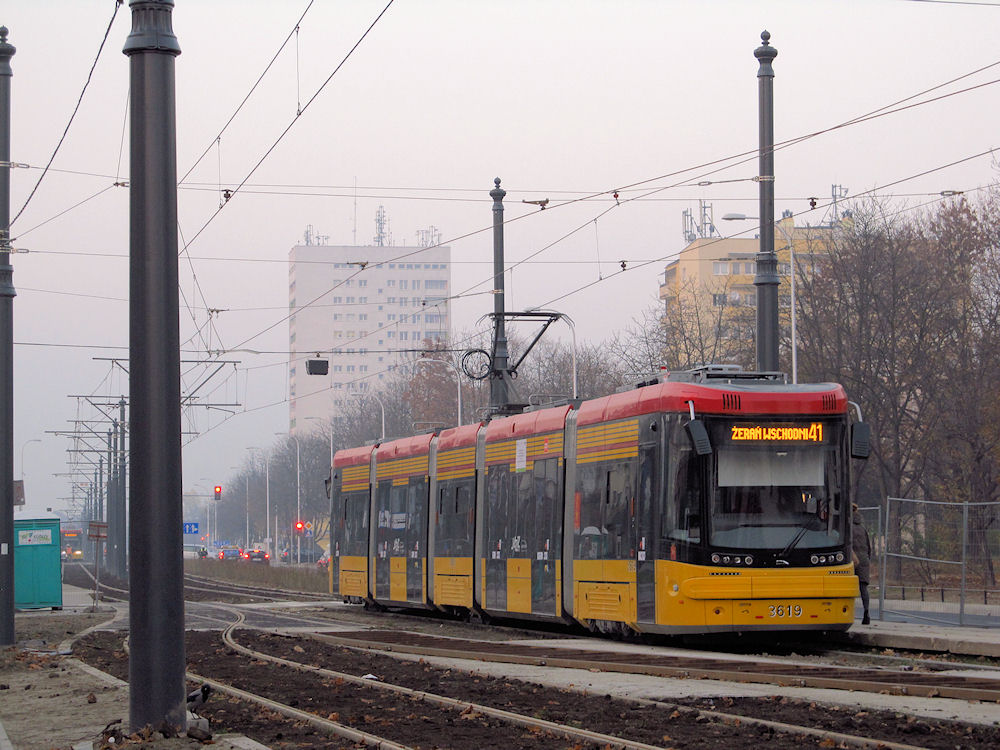
Трамвай PESA 128N на маршруте 41 (улица Волоская)

### Здания

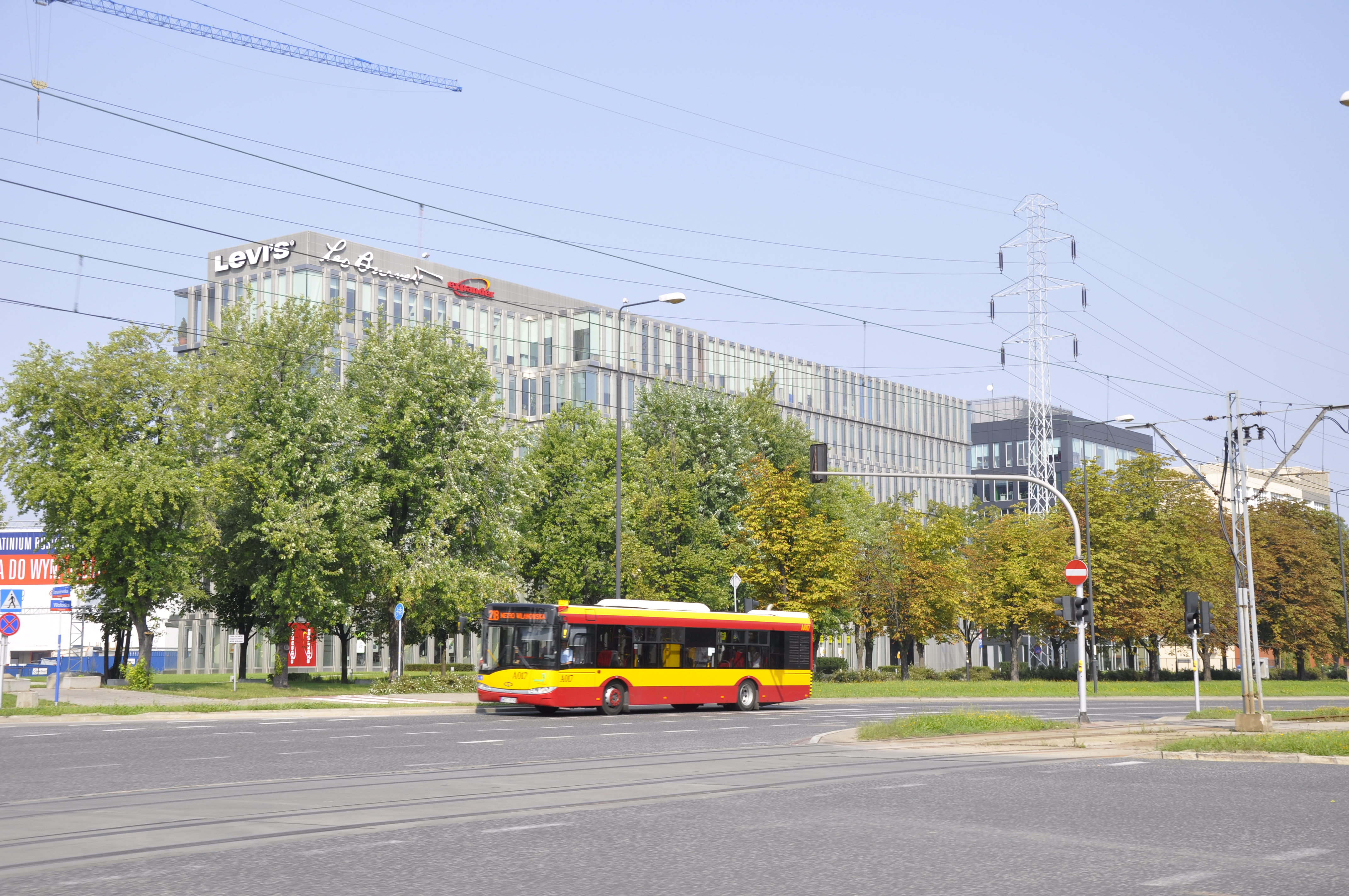
Перекрёсток улиц Волоской и Доманевской
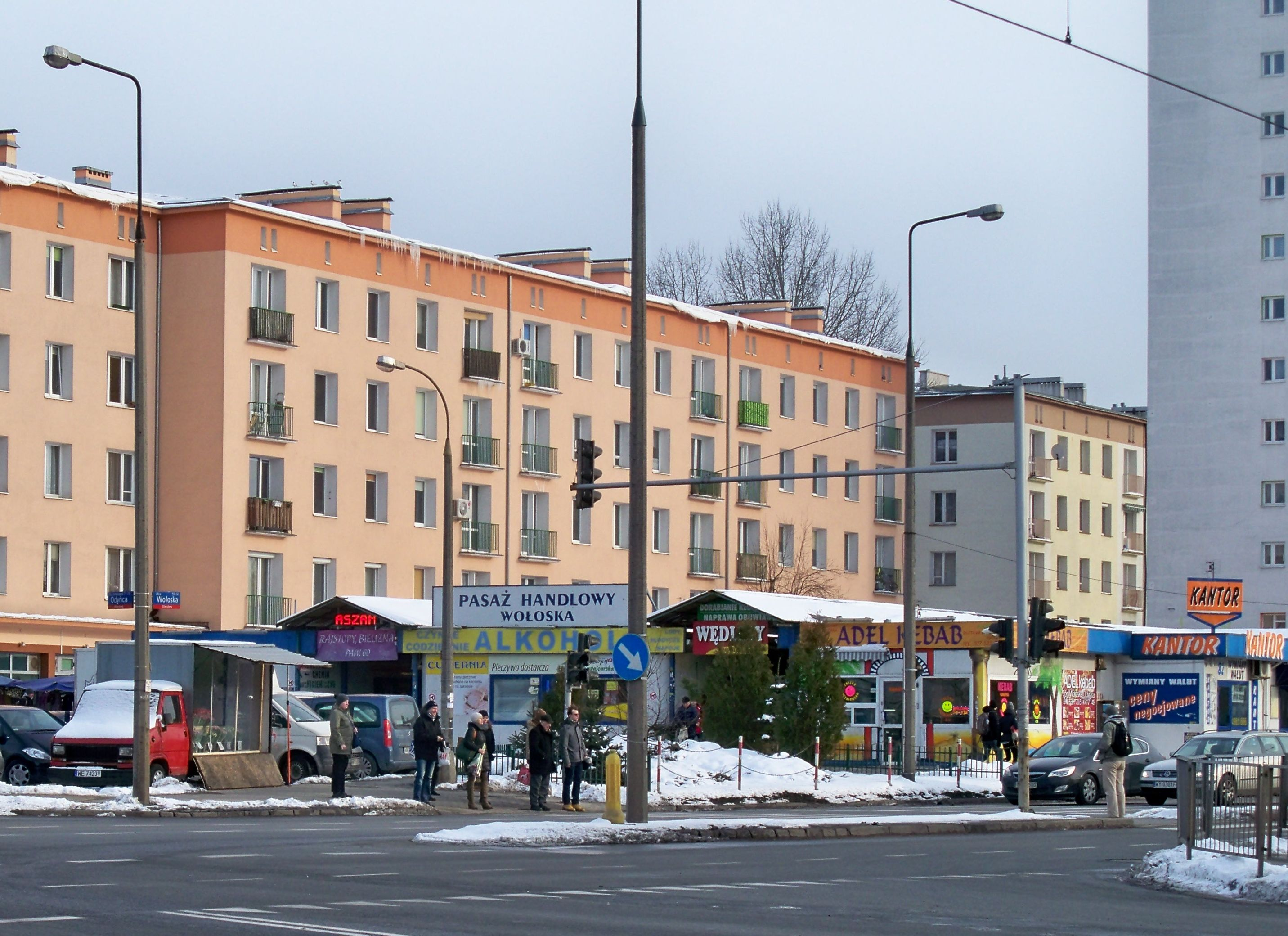
Рынок Pasaż Wołoska
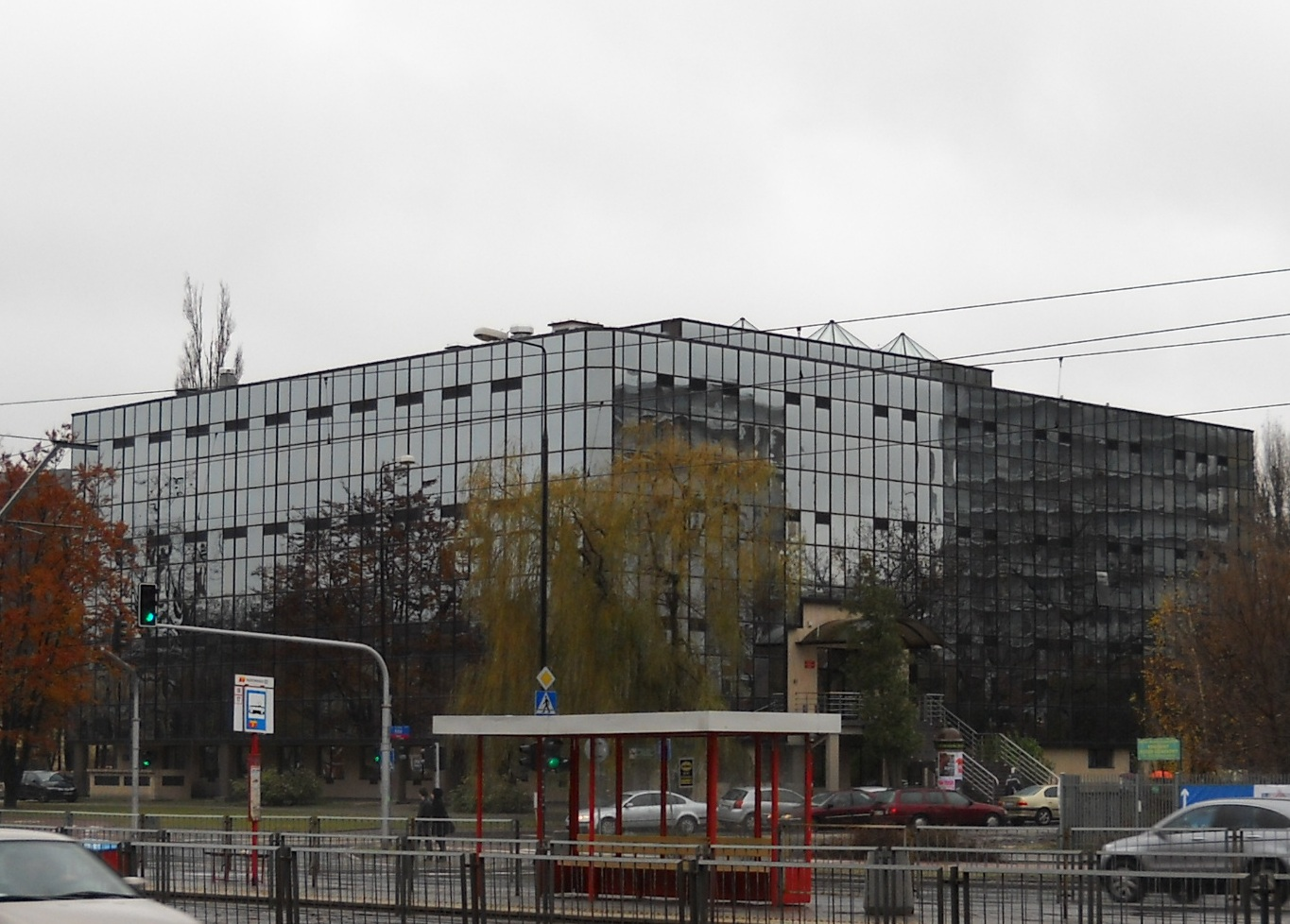
Здание факультета материаловедения Варшавской политехники
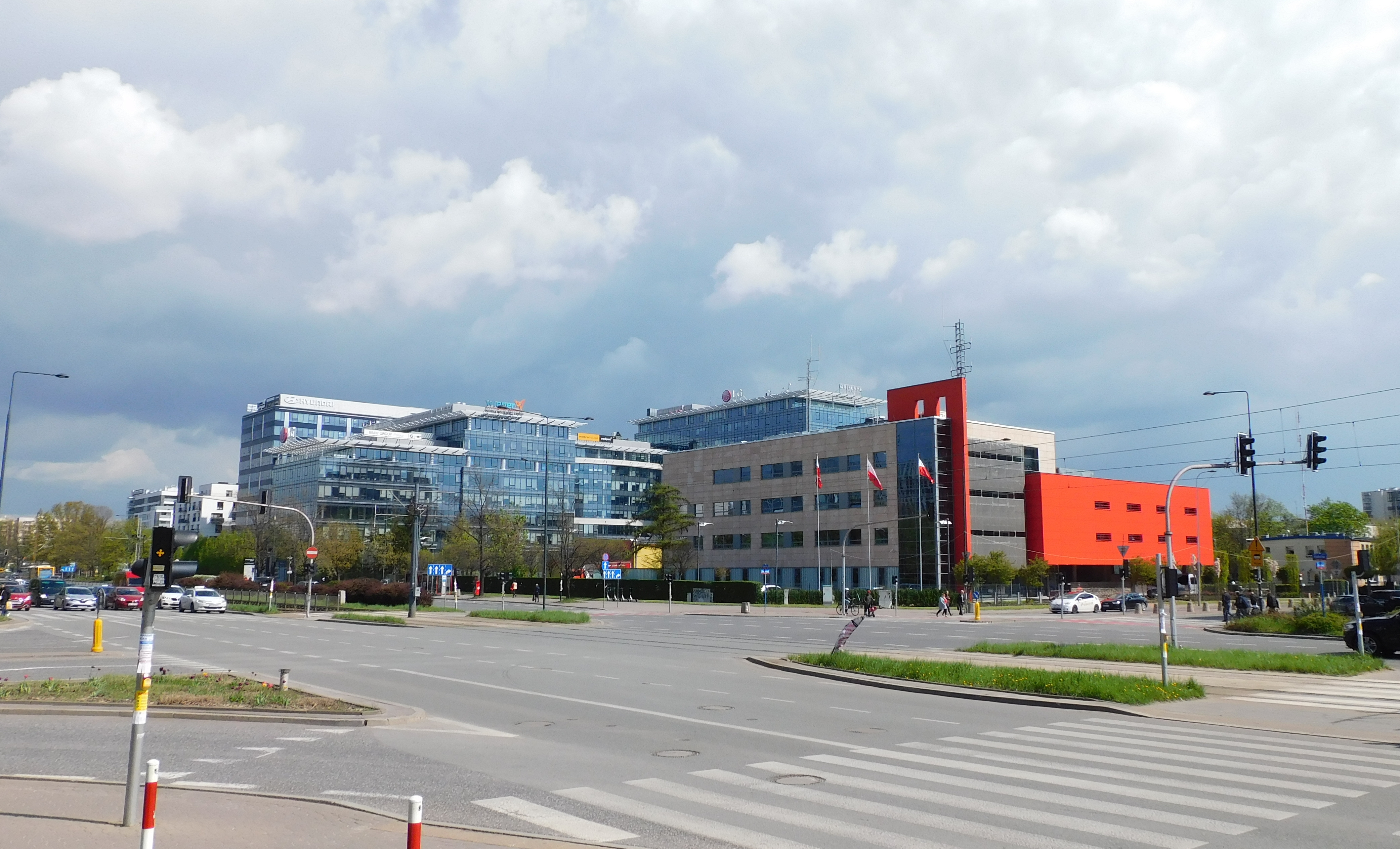
Здание воеводского управления пожарной охраны на углу улиц Волоской и Доманевской
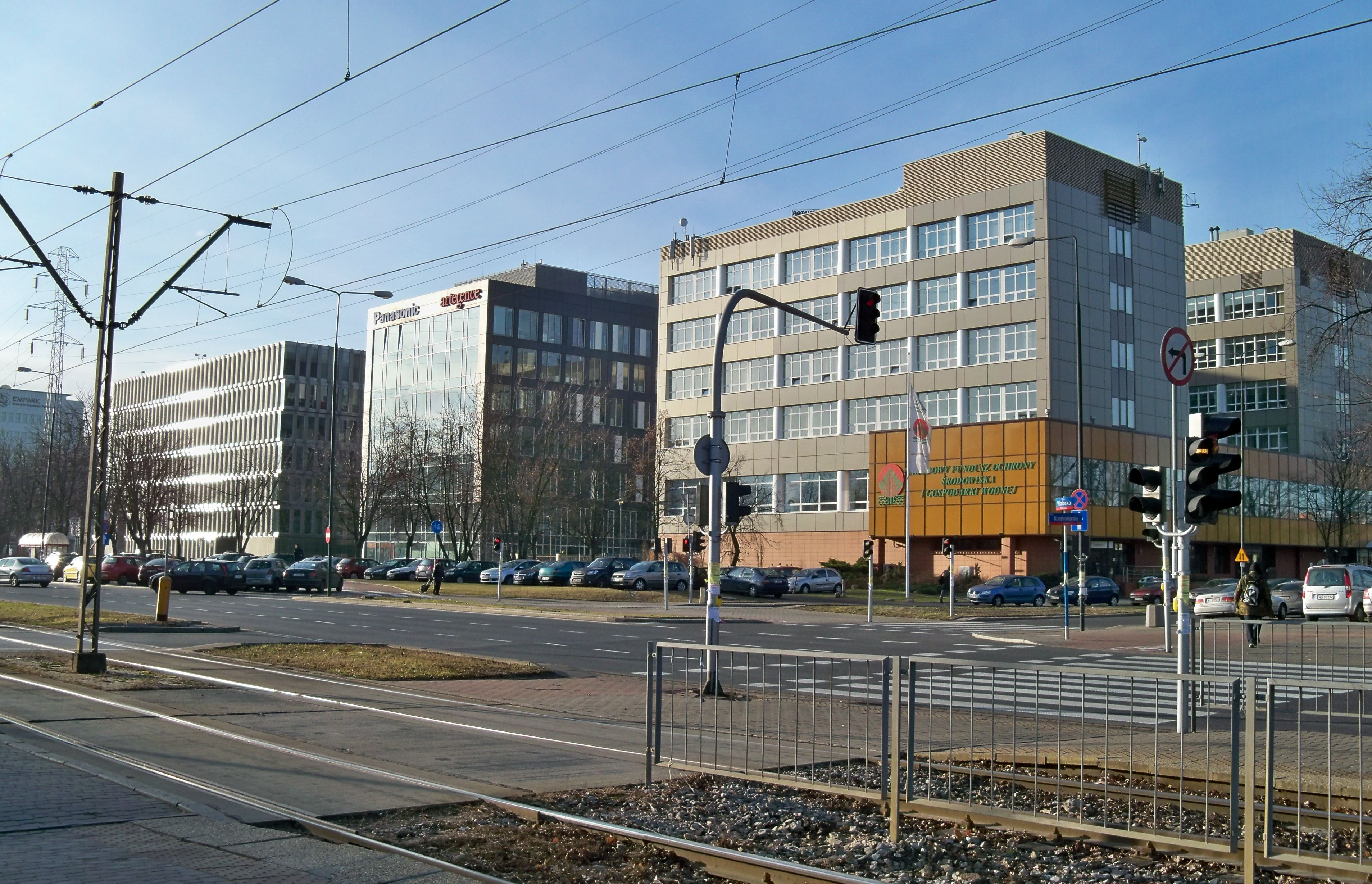
Перекрёсток улиц Волоской и Конструкторской
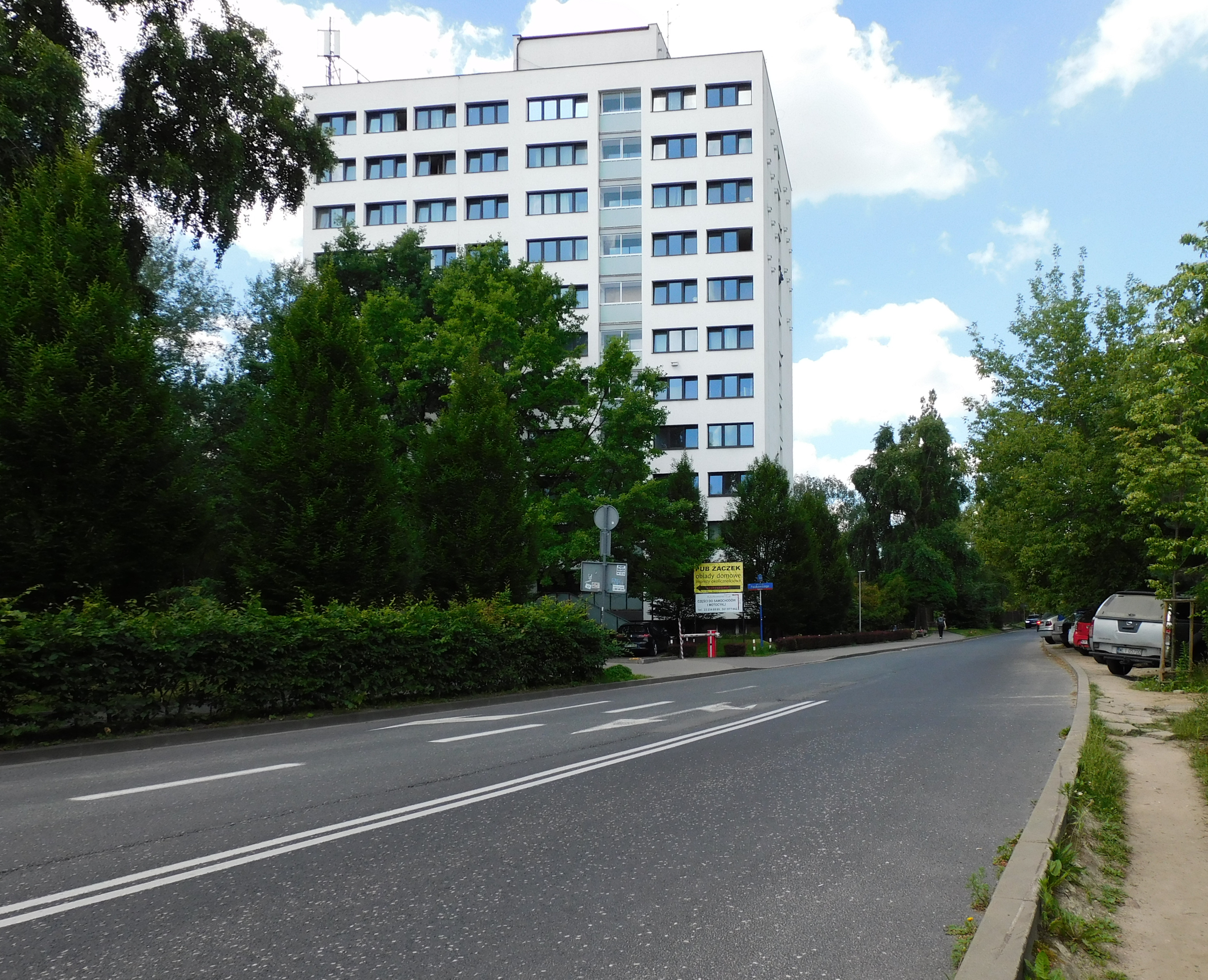
Общежитие «Зачек»
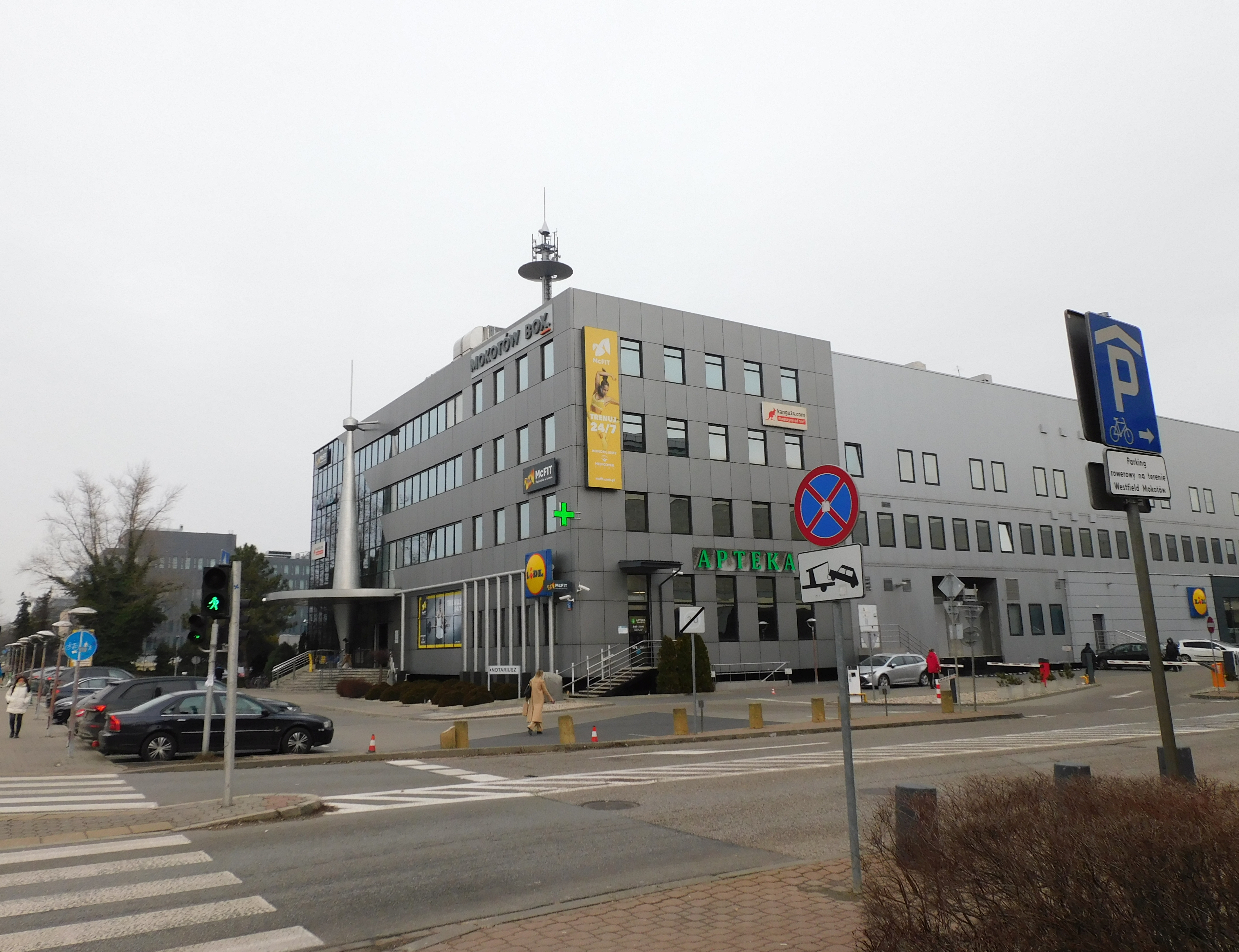
Здание Mokotów Box
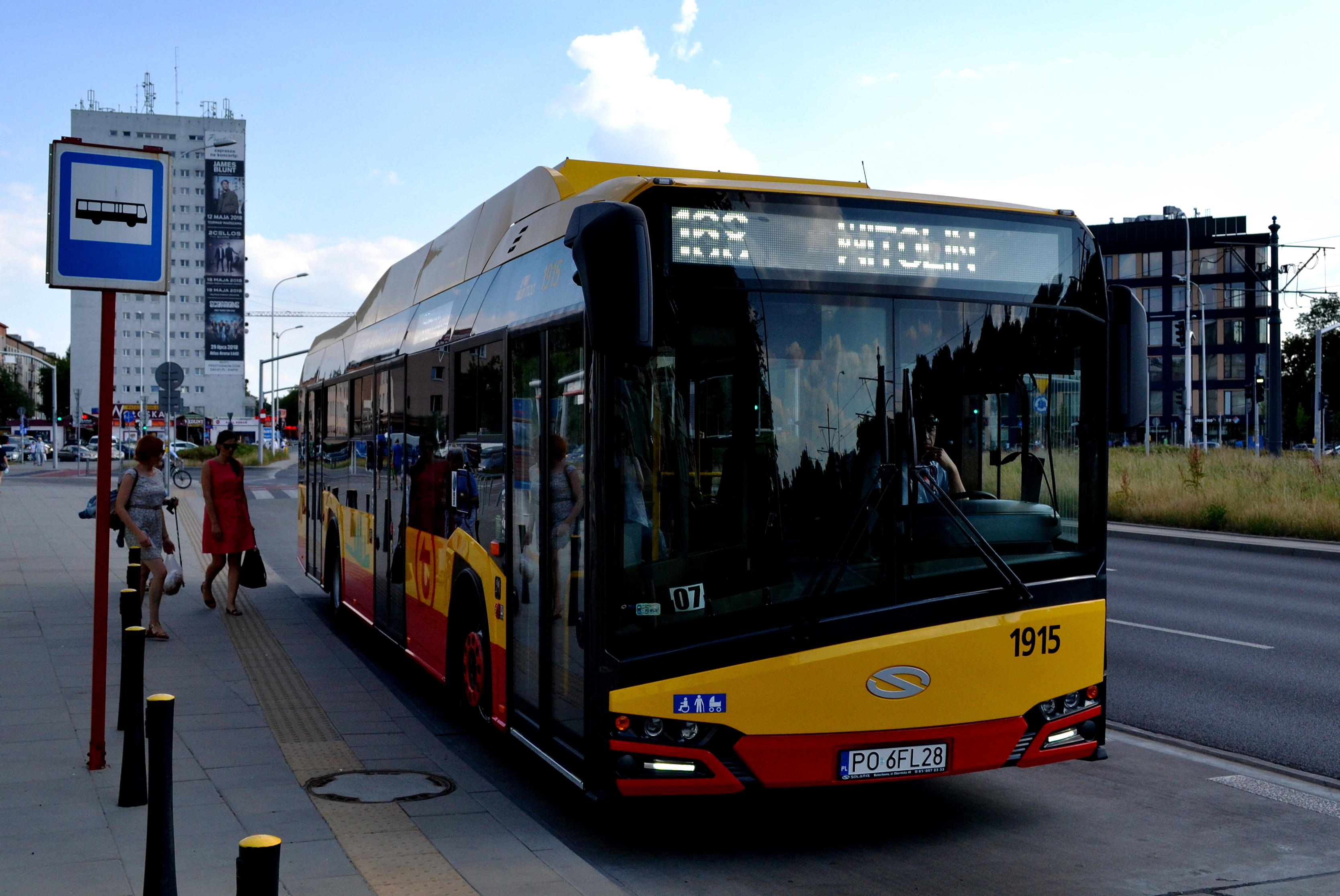
Автобус Solaris Urbino 12 Electric на автобусно-трамвайной остановке Волоской